# Limington, England
Limington är en by i civil parish Yeovilton and District, i enhetskommunen Somerset, Storbritannien. Den ligger i grevskapet Somerset och riksdelen England, i den södra delen av landet, 190 km väster om huvudstaden London. Den 1 mars 2022 uppgick Limington civil parish i en ny civil parish, Yeovilton and District. Civil parish hade 199 invånare år 2011. Byn nämndes i Domedagsboken (Domesday Book) år 1086, och kallades då Limingtone/Limintone/Limigtone/Limintona.